# Isopropylnitrat
Isopropylnitrat är en ester av isopropanol och salpetersyra. Det är en färglös vätska som används som enkomponentsbränsle och för att höja cetantalet för diesel. Isopropylnitrat är mycket brandfarligt och brinner med osynlig låga. Det har tidigare använts som startbränsle för jetmotorer. På grund av det låga syreinnehållet så sönderfaller isopropylnitrat till en mängd olika ämnen när den används som enkomponentsbränsle, bland annat isopropylnitrit, acetaldehyd, nitrometan, koldioxid och kvävedioxid. Vid förbränning i luft förbränns även sönderfallsprodukterna till koldioxid, kvävedioxid och vattenånga.
Sedan 1970-talet har Ottobränsle 2 till stor del ersatt isopropylnitrat som enkomponentsbränsle.